# Xô Viết Nghệ Tĩnh
Xô Viết Nghệ - Tĩnh là tên gọi chỉ phong trào đấu tranh của lực lượng công nhân và nông dân ở Nghệ An và Hà Tĩnh trong năm 1930-1931 chống lại đế quốc Pháp tại Việt Nam. Tên gọi Xô viết Nghệ Tĩnh xuất phát từ sự hình thành các "xã bộ nông" mà những người cộng sản gọi là "Xô viết" .
Phong trào này được mở đầu bằng cuộc biểu tình ngày 1 tháng 5 năm 1930 của công nhân khu công nghiệp Bến Thủy và nông dân thuộc 5 xã ven thành phố Vinh. Từ đó đến tháng 8 năm 1930, ở vùng Nghệ Tĩnh đã có đến 97 cuộc bãi công và biểu tình của công nhân và nông dân, trong đó đáng chú ý là cuộc bãi công kéo dài của công nhân Nhà máy Diêm đã dẫn đến cuộc tổng bãi công của toàn thể công nhân khu công nghiệp Bến Thủy. Đứng đằng sau những vụ việc này là sự chỉ đạo của Đảng Cộng sản Đông Dương thông qua Xứ ủy Trung Kỳ (hệ thống cơ sở của Đảng Cộng sản Đông Dương ở vùng này).
Từ tháng 9 năm 1930, các cuộc biểu tình vũ trang tự vệ quy mô lớn kết hợp với các yêu sách chính trị liên tiếp nổ ra của nông dân các huyện Nam Đàn, Thanh Chương, Can Lộc, Hưng Nguyên, v.v... làm cho bộ máy chính quyền thực dân Pháp và bộ máy chính quyền địa phương (vốn bị coi là bù nhìn)  của nhà Nguyễn lâm vào tình trạng tê liệt và tan rã. Dưới sự chỉ đạo của Đảng Cộng sản Đông Dương, tổ chức nông hội (xã bộ nông) ở những nơi chính quyền tan rã đã kiểm soát và thành lập chính quyền mới với hình thức giống như hệ thống Xô viết.
Chính quyền Xô viết đầu tiên được hình thành hàng loạt tại nhiều xã thuộc các huyện, thị xã: Thanh Chương, Nam Đàn, Anh Sơn, Nghi Lộc, Vinh - Bến Thủy, Can Lộc, Thạch Hà, Đức Thọ, Hưng Nguyên, Hương Sơn...
Các chính quyền Xô viết một mặt thi hành các chính sách mới, mặt khác phá bỏ hệ thống chính quyền cũ, trưng thu đất, thóc gạo, tiền bạc của các địa chủ, đồng thời ra yêu sách cải thiện điều kiện lao động với các chủ xưởng, chủ tàu ở vùng này.
Tuy vậy những chính quyền kiểu này chỉ tồn tại sau bốn, năm tháng do bị chính quyền của thực dân Pháp phối hợp với chính quyền địa phương của triều đình Nhà Nguyễn trấn áp làm cho nó tan rã và giải thể.

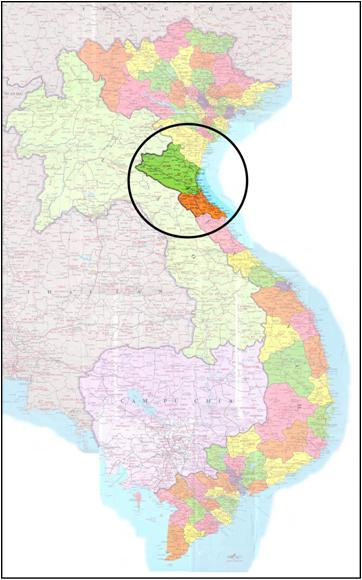
Vị trí Nghệ An và Hà Tĩnh.

Xô Viết Nghệ Tĩnh được đánh giá là đỉnh cao của phong trào Cách mạng trong những năm 1930 - 1931 và theo các tài liệu ở Việt Nam hiện hành thì đây là cuộc khởi nghĩa đầu tiên dưới sự lãnh đạo của Đảng Cộng sản Việt Nam kể từ khi ra đời.

## Phong trào công nông năm 1930

### Nguyên nhân nổi dậy
- Về mặt kinh tế: Chính quyền Pháp ở chính quốc thực hiện việc trút gánh nặng cuộc Đại khủng hoảng lên các nước thuộc địa trong đó có Việt Nam làm cho đời sống người dân bản địa trở nên cơ cực, nhất là ở vùng Nghệ An – Hà Tĩnh, chính vì vậy những người dân ở đây đã phản kháng lại chính sách này để giành quyền dân sinh, dân chủ.
- Về mặt chính trị: Chính sách khủng bố nặng nề về mọi mặt của thực dân Pháp sau cuộc khởi nghĩa Yên Bái dẫn đến bầu không khí chính trị thêm căng thẳng và ngột ngạt, từ đó càng làm người Việt Nam thêm bất mãn, phẫn nộ và quyết tâm bạo động chống lại chính quyền Pháp và chính quyền địa phương.

### Diễn biến
Bắt đầu là cuộc biểu tình của người dân ở Hưng Nguyên (Nghệ An). Vào ngày 12 tháng 9 năm 1930, ước tính có hơn 8.000 nông dân kéo về phủ lị và trương các khẩu hiệu như: Bỏ sưu thuế, bớt giờ làm, chống khủng bố trắng, bồi thường cho các gia đình bị tàn sát trong cuộc bạo động Yên Bái,... thậm chí là chia lại ruộng đất, Đả đảo chủ nghĩa đế quốc, Đả đảo phong kiến.
Đoàn biểu tình này xếp hàng dài hơn 1 cây số, tập trung kéo về thành phố Vinh. Theo mô tả, đi đầu là những người cầm cờ đỏ, đi hai bên là đội viên tự vệ được trang bị các loại dao, gậy. Trên đường đi, đoàn biểu tình có lúc dừng lại để diễn thuyết và chỉnh đốn đội ngũ. Dòng người càng đi càng được bổ sung thêm cho đến khi đến gần Vinh con số đã lên tới 30.000 người và xếp hàng dài tới hơn 4 cây số.
Chính quyền thực dân Pháp đã phản ứng đáp trả mạnh mẽ, họ chủ trương kiên quyết trấn áp. Lực lượng vũ trang đã vào cuộc, thậm chí họ đã huy động cả máy bay ném bom vào đoàn biểu tình làm 217 người chết và 125 người bị thương. Tuy vậy hành động trên, không ngăn được đoàn người biểu tình đấu tranh. Người biểu tình kéo về huyện lỵ, đập phá nhà lao, đốt phá các huyện đường, bao vây đồn lính khố xanh. Điều này đã làm cho hệ thống chính quyền thực dân, phong kiến tan rã hay lung lay ở nhiều huyện, xã. Nhiều viên chức nhà nước như: lý trưởng, tri huyện đã bỏ trốn vì sức ép này. Nhưng cuối cùng cuộc nổi dậy của phong trào này đã bị Nhà Nguyễn và chính quyền Bảo hộ Pháp đàn áp.

## Sự hình thành các Xô viết
Chính quyền Xô viết hình thành ở các xã thuộc huyện Thanh Chương, Nam Đàn, một phần huyện Anh Sơn, Nghi Lộc, Hưng Nguyên, Diễn Châu (Nghệ An) vào tháng 9 năm 1930; còn ở Hà Tĩnh là các xã thuộc huyện Can Lộc, Nghi Xuân, Hương Khê vào tháng 11 năm 1930.
Các Xô viết thực hiện vai trò của một chính quyền thay cho bộ máy chính quyền của thực dân, phong kiến đã bị tê liệt, một số tan rã. Xô viết Nghệ Tĩnh được coi là một hình thức mới về các thức tổ chức chính quyền nhà nước của lực lượng nông dân và công nhân. Nó ra đời ở Nghệ An và Hà Tĩnh nên gọi là Xô Viết Nghệ Tĩnh.
Các chính quyền Xô viết một mặt thi hành các chính sách mới, mặt khác phá bỏ hệ thống chính quyền cũ, trưng thu đất, thóc gạo, tiền bạc của các địa chủ, đồng thời đòi yêu sách với các chủ xưởng, chủ tàu.

## Bị đàn áp và tan rã
Nhận thấy tình hình đã chuyển biến nghiêm trọng và có nguy cơ lan rộng, chính quyền Pháp ở thuộc địa đã tập trung lực lượng để đàn áp tiêu diệt phong trào. Đến giữa năm 1931, thực dân Pháp trở lại thực hiện chính sách khủng bố, trấn áp phong trào này. Phong trào Xô Viết Nghệ Tĩnh dần lắng xuống, rồi thoái trào và cuối cùng đi đến thất bại, chính quyền Xô Viết Nghệ Tĩnh chỉ tồn tại sau bốn, năm tháng.
Trong quá trình trấn áp, chính quyền Pháp đã điều động binh lính lập hệ thống đồn bốt ở hai tỉnh Nghệ An và Hà Tĩnh nhằm phong tỏa, bao vây cô lập và tiến đến kiểm soát vùng này. Cùng việc cho lực lượng binh lính đi càn quét, triệt hạ làng mạc, bắn vào lực lượng nổi dậy, quân Pháp còn dùng thực hiện việc chia rẽ mua chuộc một số phần tử trong cuộc biểu tình này.
Ngày 12 tháng 9 năm 1930, thực dân Pháp cho máy bay ném bom xuống các đoàn biểu tình của nông dân huyện Hưng Nguyên (cách Bến Thủy 10 km), làm chết 217 người và 120 người bị thương, điều động lính Pháp và lính khố xanh về đóng chốt tại Vinh - Bến Thủy, cho quân đốt phá, triệt hạ làng mạc. Hai làng Lộc Châu và Lộc Hải bị triệt hạ, 217 nóc nhà bị đốt cháy, 30 người bị bắn chết. Nhiều cơ quan đầu não của Đảng, các cơ sở trong dân bị phá vỡ, nhiều đảng viên, người biểu tình bị bắt giam hoặc hành quyết. Theo ước tính, có hàng trăm người bị bắt, bị kết án tù giam trong các nhà tù ở Nghệ An, Đà Nẵng, Buôn Ma Thuột, và Côn Đảo. 

## Tưởng niệm và di tích lịch sử
Ngày tưởng niệm phong trào Xô Viết Nghệ Tĩnh là ngày 12 tháng 9 hàng năm, đánh dấu bằng sự đàn áp cuộc biểu tình của nông dân Hưng Nguyên. Hàng năm cứ đến ngày này lại có những hoạt động tưởng niệm phong trào Xô viết Nghệ Tĩnh như dâng hương tưởng niệm, các chương trình biểu diễn, truyền hình...
Tên Xô Viết Nghệ Tĩnh được đặt cho một số con đường ở Thành phố Hồ Chí Minh, Thành phố Vinh, thành phố Hà Tĩnh... và một cây cầu ở Cần Thơ.
Nhiều chiến sĩ, những người lãnh đạo phong trào đã được phong tặng liệt sĩ, anh hùng, nhiều người tên được đặt cho nhiều con đường, trường học như Nguyễn Đức Cảnh, Nguyễn Phong Sắc, Lê Mao, Lê Viết Thuật,...

### Bảo tàng Xô Viết Nghệ Tĩnh
Bảo tàng Xô Viết Nghệ Tĩnh được xây dựng trong thành cổ, trên đất khu nhà lao Vinh trước đây, là nơi từng giam cầm hàng ngàn chiến sĩ cách mạng trong năm 1929 - 1931. Đây là nơi lưu giữ các hiện vật, hình ảnh gốc chứng minh cho phong trào từng địa phương.

### Di tích lịch sử
Có nhiều di tích Xô Viết Nghệ Tĩnh được xếp hạng di tích lịch sử văn hoá cấp quốc gia, cấp tỉnh, cấp thành. Trong đó phải kể tới:

#### Nghệ An
- Đình Võ Liệt (xã Võ Liệt, Thanh Chương): Đây từng là trụ sở của phong trào cách mạng của làng trong những năm 1930-1931, đặc biệt là nơi diễn ra cuộc họp ngày 1 - 9 năm 1930 để thành lập chính quyền Xô viết đầu tiên;[6]
- Cụm di tích "làng đỏ Hưng Dũng" (phường Hưng Dũng, Vinh): một trong những nơi tiêu biểu cho phong trào Xô Viết Nghệ Tĩnh, một trong nơi mà phong trào phát triển mạnh mẽ nhất. Những di tích tiêu biểu trong cụm di tích: Đình Trung, cây sanh chùa Nia, dăm mụ Nuôi;[7].
- Khu di tích Bến Thủy: nơi đánh dấu sự mở đầu của phong trào công nhân ở Nghệ Tĩnh, hiện nay còn lưu giữ nhiều di tích như: Cồn Mô (nơi đặt Cột cờ Bến Thủy; hiện nay đã được xây tượng đài kỉ niệm), ngã ba Bến Thủy (nơi diễn ra cuộc biểu tình ngày 1/5/1930 của công nhân Vinh - Bến Thủy. Hiện nay đã được xây Tượng đài liên minh công nông);[7]
- Nghĩa trang liệt sĩ Thái Lão và khu tưởng niệm: Thái Lão là nơi diễn ra cuộc biểu tình ngày 12 - 9 -1930 của nhân dân Hưng Nguyên, Nghệ An và bị chính quyền Pháp đàn áp làm hơn 200 người chết;[8]
- Mộ các liệt sĩ Xô Viết Nghệ Tĩnh hy sinh ngày 7 tháng 11 năm 1930 (xã Diễn Thành, huyện Diễn Châu);
- Đình Lương Sơn: nơi thành lập chính quyền Xô Việt Nghệ Tĩnh ở xã Bắc Sơn, huyện Đô Lương;
- Nhà cụ Vi Văn Khang và cây đa Cồn Chùa: nơi thành lập chính quyền dân tộc ở Môn Sơn, huyện Con Cuông;
- Đài tưởng niệm 72 liệt sĩ Xô Viết Nghệ Tĩnh (làng Trụ Pháp, xã Mỹ Thành, Yên Thành) nơi tưởng niệm 72 chiến sĩ cách mạng bị Pháp xử bắn ở Yên Thành;.

#### Hà Tĩnh
- Ngã ba Nghèn, thị trấn Nghèn, Can Lộc: Nơi ghi dấu cuộc đấu tranh của nhân dân Can Lộc, Hà Tĩnh. Nơi đây có Đài tưởng niệm, tấm bia ghi tên các liệt sĩ và hiện nay là nơi để đặt tượng đài Xô Viết Nghệ Tĩnh
- Di tích Rộc Cồn, xã Phú Phong, Hương Khê
- Đình Tứ Mỹ, xã Sơn Châu, huyện Hương Sơn. Sau khi Đảng Cộng sản Việt Nam ra đời (ngày 3 tháng 2 năm 1930), Tứ Mỹ nói riêng và tổng Đậu Xá nói chung là nơi gieo hạt nảy mầm đầu tiên của cách mạng Hương Sơn. Tháng 6-1930, chi bộ Đảng Tứ Mỹ được thành lập do Trần Bình làm Bí thư.
- Miếu Biên Sơn, xã Hồng Lộc, Can Lộc: Xứ ủy, Tỉnh ủy và Huyện ủy Can Lộc đã chọn miếu Biên Sơn làm trung tâm liên lạc, hội họp, in ấn, cất dấu tài liệu của Đảng.
- Di tích Nhà cụ Mai Kính, xã Thạch Việt, huyện Thạch Hà: nơi thành lập Tỉnh uỷ Hà Tĩnh và là cơ sở của cách mạng nơi đây.
- Đền Đô Đài hay đền Bùi Ngự Sử, thuộc xã Đậu Liêu, huyện Can Lộc: nơi liên lạc, hội họp của Ban chấp hành lâm thời của huyện ủy Can Lộc.
- Chùa Chân Tiên hay Chân Tiên Tự, thuộc xã Thịnh Lộc, huyện Can Lộc: nơi tổ chức Đại hội thành lập Chi bộ Đảng Yên Điềm tại chùa.
- Đình Hoa Vân Hải  thuộc làng Vân Hải tổng Cổ Đạm, nay là xã Cổ Đạm, huyện Nghi Xuân, tỉnh Hà Tĩnh; được xây dựng lần đầu tiên vào năm 1639, là nơi thờ Thành hoàng của làng. Đây cũng là nơi ra đời tổ Tân Việt Cách mạng Đảng và Đông dương Cộng sản Đảng đầu tiên của vùng Nghi Xuân. Năm 2001 Bộ văn hoá thông tin công nhận là di tích lịch sử văn hoá cấp quốc gia

## Trong văn học - nghệ thuật
| “             | Kìa Bến Thủy đứng đầu dậy trước Nọ Thanh Chương tiếp bước, bước lên Nam Ðàn, Nghi Lộc, Hưng Nguyên Anh Sơn, Hà Tĩnh một phen dậy rồi | ” |
| — Khuyết danh | |   |

- Ca khúc Cùng nhau đi Hồng binh của Đinh Nhu, được coi là ca khúc đầu tiên của Tân nhạc Việt Nam, lấy cảm hứng từ phong trào Xô viết Nghệ Tĩnh (Hồng binh là chỉ những chiến sĩ cộng sản "đỏ"). Về sau lấy cảm hứng từ phong trào còn có những ca khúc nổi tiếng như Tiếng hò trên đất Nghệ An của Tân Huyền.
- Vở kịch múa Ngọn lửa Nghệ Tĩnh dàn dựng năm 1960, một trong 3 vở kịch múa đầu tiên và kinh điển của Việt Nam, được Đoàn Ca múa Tổng cục Chính trị và Đoàn Văn công Quân đội Miền Nam dàn dựng thành công. Vở kịch múa mô tả phong trào Xô Viết Nghệ Tĩnh, hình ảnh anh hùng của những người chiến sĩ cách mạng. Tác phẩm này đã giành được giải thưởng Hồ Chí Minh đợt II (2000) cho tập thể lớp biên đạo múa Cục tuyên huấn và Tổng cục chính trị [9].
- Bức tranh khổ lớn Xô Viết Nghệ Tĩnh được vẽ bởi nhóm tác giả Nguyễn Ðức Nùng, Nguyễn Sĩ Ngọc, Huỳnh Văn Thuận, Trần Đình Thọ, Phạm Văn Ðôn, Nguyễn Văn Tỵ (Nguyễn Đức Nùng phác thảo) là một bức tranh sơn mài giá trị, hiện đang lưu giữ trong Bảo tàng Mỹ thuật Việt Nam.